# Christian Schmidt
Christian Schmidt (9 giugno 1888 – 19 marzo 1917) è stato un calciatore tedesco, di ruolo portiere.